# Passer
Passer Brisson, 1760 è un genere di uccelli passeriformi della famiglia Passeridae. Questo genere, oltre a dare il nome all'intero ordine Passeriformes, viene individuato insieme a Triceratops per definire il clade Dinosauria, comprendente appunto i due generi suddetti, il loro ultimo antenato comune (UAC) e tutti i loro discendenti.

## Tassonomia
Il genere Passer comprende le seguenti specie:
- Passer ammodendri Gould, 1872 - passero del Saxaul
- Passer domesticus Linnaeus, 1758 - passero domestico o passera europea
- Passer hispaniolensis Temminck, 1820 - passera sarda o passera spagnola
- Passer pyrrhonotus Blyth, 1845 - passero della giungla di Sind
- Passer castanopterus Blyth, 1855 - passero somalo
- Passer rutilans (Temminck, 1836) - passero cannella
- Passer flaveolus Blyth, 1845 - passero domestico di Pegu
- Passer moabiticus Tristram, 1864 - passero del mar Morto
- Passer iagoensis (Gould, 1838) - passero di Capo Verde
- Passer motitensis (A.Smith, 1836) - passero maggiore
- Passer insularis P.L.Sclater & Hartlaub, 1881 - passero di Socotra
- Passer hemileucus Ogilvie-Grant & H.O.Forbes, 1899
- Passer rufocinctus Finsch & Reichenow, 1884 - passero rossiccio del Kenya
- Passer shelleyi Sharpe, 1891 - passera rossiccia di Shelley
- Passer cordofanicus Heuglin, 1871 - passera rossiccia del Kordofan
- Passer melanurus (Statius Müller, 1776) - passero del Capo
- Passer griseus (Vieillot, 1817) - passero testagrigia
- Passer swainsonii (Rüppell, 1840) - passero di Swainson
- Passer gongonensis (Oustalet, 1890) - passero beccogrosso
- Passer suahelicus Reichenow, 1904 - passero swahili
- Passer diffusus (A.Smith, 1836) - passera testagrigia meridionale
- Passer simplex (Lichtenstein, 1823) - passero del deserto
- Passer zarudnyi Pleske, 1896 -
- Passer montanus (Linnaeus, 1758) - passero mattugio
- Passer luteus (Lichtenstein, 1823) - passero dorato
- Passer euchlorus (Bonaparte, 1850) - passero dorato arabico
- Passer eminibey (Hartlaub, 1880) - passero castano
- Passer italiae  (Vieillot, 1817) - passera d'Italia o passero italiano

## Conservazione
Nel 2006 BirdLife International ha svolto un'indagine sulla popolazione dei passeri in Gran Bretagna. La ricerca ha rilevato che negli ultimi 30 anni c'è stata una diminuzione del 50% del numero totale dei passeri. Nello stesso anno, in Italia la Lipu, in collaborazione con il Centro italiano studi ornitologici, ha avviato la campagna S.O.S. Passeri per monitorare la popolazione dei passeri anche in Italia: i dati rilevati concordano con quelli analizzati da Birdlife. Alcuni esempi:
- A Livorno, si è riscontrata la diminuzione della popolazione di Passer italiae del 53,6% e del Passer montanus del 42,2%.
- A Firenze, la popolazione di Passer italiae è calata del 20%, quella del Passer montanus del 45%.
- A Roma la diminuzione della popolazione si attesta tra il 60 e l'80%, in linea con i dati delle altre capitali europee.
- Nel Nord dell'Italia la diminuzione è del 50%, in particolare nelle aree rurali il calo è stato del 27% per il Passer italiae, del 38% per il Passer montanus e del 38% per il Passer hispaniolensis.

Le cause principali ipotizzate sono l'inquinamento atmosferico, l'uso eccessivo dei fitofarmaci e l'espansione urbanistica, nonché l'accumulo di metalli pesanti e altre sostanze chimiche negli uccelli.